# Багновик філіпінський
Багновик філіпінський (Amaurornis olivacea) — вид журавлеподібних птахів родини пастушкових (Rallidae). Ендемік Філіппін.

## Поширення
Вид поширений на всіх великих островах Філіппін (за винятком Палавана) і на багатьох інших менших островах. Трапляється на трав'янистих просторах, навіть відносно сухих, і в інших районах з низькою рослинністю, у вторинних лісах і в насадженнях плодових дерев; однак під час гніздування його можна зустріти лише у вологих районах.

## Опис
Птах завдовжки до 30 см. Верхня частина, боки і підхвістя темно-оливково-коричневі. Ділянка за вухами чорнувата, а горло, груди, живіт і підкрили темно-сірі. Дзьоб зелений, колір райдужної оболонки варіюється від червоного до коричневого, а ноги жовто-оливкові.